# Ćusi
Ćusi – wieś w Chorwacji, w żupanii istryjskiej, w gminie Cerovlje. W 2011 roku liczyła 58 mieszkańców.